# IG-100 MagnaGuard
De IG-100 MagnaGuards waren droids uit het fictionele Star Wars-Universum. Ze werden ontworpen door Generaal Grievous, besteld door Graaf Dooku en gemaakt door Holowan Mechanicals.
De twee meter grote MagnaGuards droegen lichtzwaardbestendige elektrostaven en droegen dezelfde mantels als Grievous' Izvoshra. Deze droids werden ontworpen nadat de InterGalactische Bankiersclan weigerde Grievous' Kaleeshe-elite in te huren; daarom wilde Grievous 'intelligentere droids' om hem te dienen.

## Details
De meeste MagnaGuards droegen elektrostaven, maar sommigen onder hen waren bewapend met onder andere granaten, Bulldogriffles en raketlanceerders. De kleur wees op het specifieke model. De kleuren zwart, albastblauw en (het zeldzame) grijs werden allemaal gebruikt tijdens de Kloonoorlogen. Ze konden zelfs doorvechten na een onthoofding, dit door middel van een reserveoog dat zich in hun borst bevond.
De IG-100 MagnaGuards waren eveneens onderdeel van de latere IG-88-serie.

## Geschiedenis van de IG-100 MagnaGuard
Deze droids werden ontwikkeld om Generaal Grievous Izvoshra te vervangen, nadat de InterGalactische Bankiersclan weigerde om deze in te huren. De Generaal gebruikte ze als zijn persoonlijke lijfwachten.
Anakin Skywalker en Obi-Wan Kenobi vochten tegen twee droids van deze soort op de brug van Grievous' vlaggenschip, Invisible Hand. Kenobi onthoofdde zijn tegenstander en hakte daarna zijn arm af, alleen om te ontdekken dat deze droids zonder hoofd verder konden vechten; wat te wijten is aan het feit dat ze er een reserveoog in hun borst zit. Skywalker hakte daarentegen de droid die tegen hem vocht doormidden, waarna generaal Kenobi hem afmaakte.
Ten gevolge van de moord op alle leden van de Separatistische Raad door Darth Vader, werden de MagnaGuards, samen met de andere droids van de Bond van Onafhankelijke Stelsels, gedeactiveerd. Later activeerde de Geonosiaan Gizor Dellso hen echter opnieuw en gebruikte hen als onderdeel van zijn persoonlijke leger.

## Training
Oorspronkelijk werden de MagnaGuards geprogrammeerd met een optimaal aantal gevechtstechnieken. Het resultaat was dat Grievous hun geheugens wiste en hen allemaal individueel trainde. Eenmaal ze gebruikt werden, stond de Generaal niet meer toe dat er ook maar iets aan hen gereparreerd zou worden; hij geloofde namelijk dat hun 'littekens' intimiderender waren voor hun tegenstanders.

## Bekende MagnaGuards

### IG-101
IG-101 was een van Generaal Grievous' MagnaGuards. Tijdens de Tweede Slag om Coruscant was hij, samen met IG-102 de persoonlijke lijfwacht van de Generaal aan boord van Invisible Hand.
IG-101 en IG-102 vochten beiden tegen Anakin Skywalker en Obi-Wan Kenobi op de brug van het Separatistische vlaggenschip tijdens de redding van Palpatine. Tijdens dit gevecht verloor IG-101 door toedoen van Kenobi zijn hoofd, hoewel dit hem niet belette verder te vechten.
Het gevecht werd beslecht door het vuur van een B-2 Strijddroid, die probeerde R2-D2 van zich af te houden. Even later werd IG-101 door Kenobi vernietigd, net op het moment dat Skywalker IG-102 versloeg en Palpatine redde.

### IG-102
IG-102 was een van Generaal Grievous' MagnaGuards. Deze droid werd vernietigd aan boord van Invisible Hand doordat Anakin Skywalker hem doormidden hakte.

### IG-109
IG-109 was een MagnaGuard die Generaal Grievous hielp met trainen. Tijdens een van deze trainingssessies hakte Grievous zowel IG-109 als IG-138 doormidden.

### IG-138
IG-138 was een MagnaGuard die Generaal Grievous hielp met trainen. Tijdens een van deze trainingssessies hakte Grievous zowel IG-138 en IG-109 doormidden.

### IG-153
IG-153 was een MagnaGuard die gebruikt werd als een van Grootmoff 4-8C lijfwachten.

### IG-179
IG-179 was een MagnaGuard die gebruikt werd als de Chef-Luitenant van de IJzerridder Luxum.

### IG-182
IG-182 was een MagnaGuard die gebruikt werd als een van Grootmoff 4-8C lijfwachten.